# Brahmaea reducta
Brahmaea reducta är en fjärilsart som beskrevs av Erich Martin Hering 1932. Brahmaea reducta ingår i släktet Brahmaea och familjen Brahmaeidae. Inga underarter finns listade i Catalogue of Life.